# Polisot
Polisot ist eine französische Gemeinde mit 322 Einwohnern (Stand 1. Januar 2022) im Département Aube in der Region Grand Est (vor 2016 Champagne-Ardenne). Sie gehört zum Arrondissement Troyes und zum Kanton Bar-sur-Seine.

## Lage
Polisot liegt etwa 35 Kilometer südöstlich von Troyes an der Seine.
Nachbargemeinden von Polisot sind Bar-sur-Seine im Norden, Celles-sur-Ource im Osten, Polisy im Süden, Arrelles im Südwesten sowie Villemorien im Westen.

## Bevölkerungsentwicklung
| Jahr                       | 1962 | 1968 | 1975 | 1982 | 1990 | 1999 | 2006 | 2012 | 2019 |
| -------------------------- | ---- | ---- | ---- | ---- | ---- | ---- | ---- | ---- | ---- |
| Einwohner                  | 286  | 295  | 336  | 285  | 304  | 306  | 331  | 328  | 323  |
| Quellen: Cassini und INSEE |      |      |      |      |      |      |      |      |      |

## Sehenswürdigkeiten
- Kirche Saint-Denis, seit 1936 Monument historique

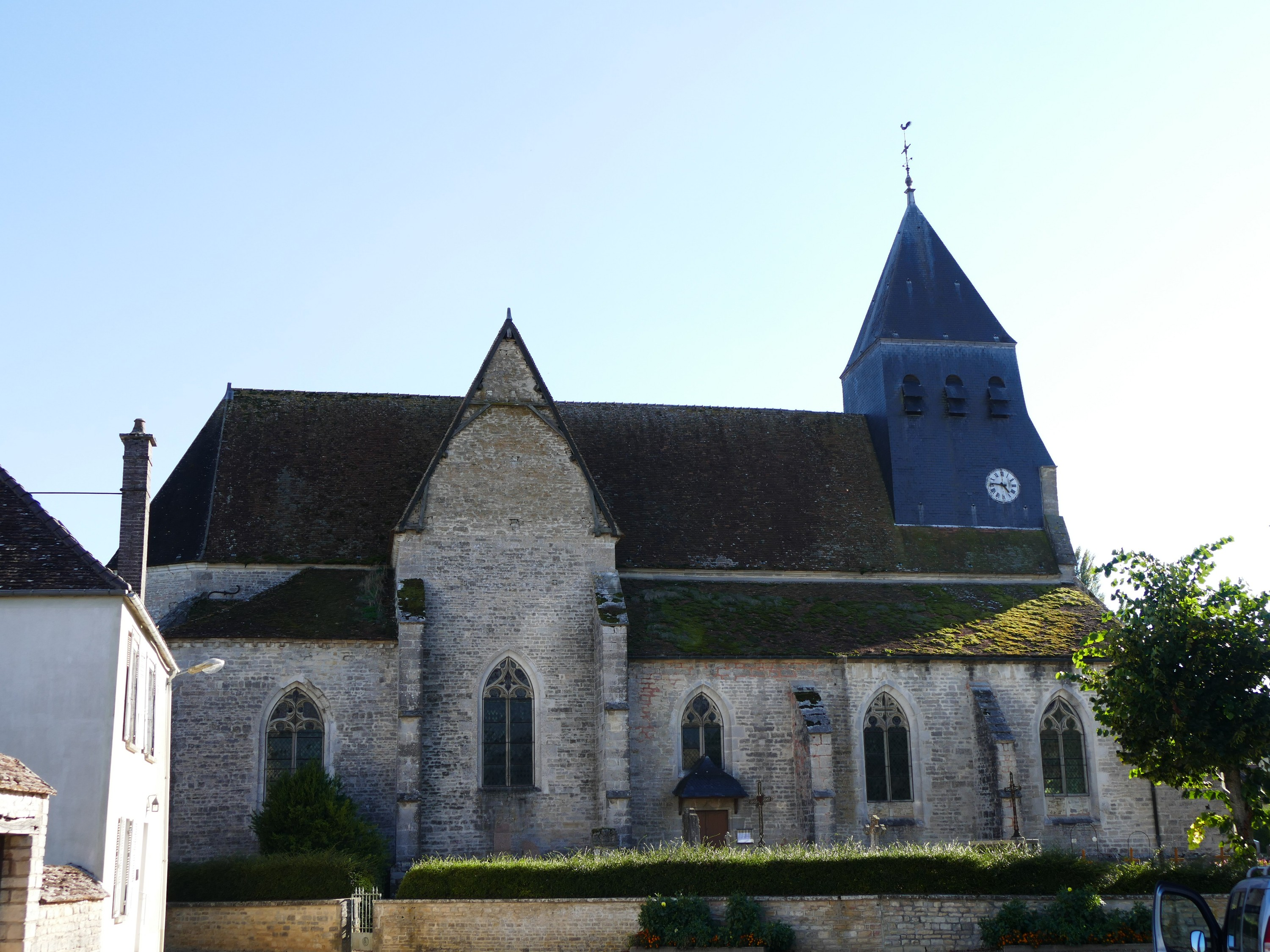
Kirche Saint-Denis